# قبر يسوع المفقود
قبر يسوع المفقود (بالإنجليزية: The Lost Tomb of Jesus)‏ هو فيلم وثائقي أُنتِج بشكل مشترك عُرِض لأول مرة على قناتي ديسكفري وفيجن تي في الرابع من مارس عام 2007 بكندا. تناول الفيلم اكتشاف قبر تلفيوت –منطقة جنوب مدينة القدس– وأخرجه المخرج السينمائي وصانع الوثائقيات الكندي سيمشا جاكوبوفيتشي أنتجه فيليكس غولوبيف وريك إستير بينستوك، بينما كان جيمس كاميرون المنتج التنفيذي. (عمل جاكوبوفيتشي وكاميرون معًا في الفيلم الوثائقي تفسير رمزية الخروج (بالإنجليزية: Exodus Decode) من قبل). أُصدر الفيلم بالتزامن مع إصدار كتاب عن نفس الموضوع –قبر عائلة المسيح– صدر في أواخر فبراير عام 2007 شارك في تأليفه جاكوبوفيتشي وتشارلز آر بيليغرينو. رفض العديد من الخبراء البارزين في مجال الآثار واللاهوت وعلماء اللغويات والكتاب المقدس ما طرحه كلًا من الفيلم والكتاب.

## محتوى الفيلم
يصف الفيلم اكتشاف قبر تلفيوت أثناء مشروع بناء مساكن افتُرض أنه كان قبر عائلة يسوع. ذكر الفيلم العثور على عشرة توابيت في الكهف، وتناولت أحداث الفيلم ستة منهم. يدَّعي الفيلم أيضًا أن أحد التوابيت العشرة قد فُقِد قبل سنوات ويُعتقد أنه سُرق.
كُتب تقرير التنقيب بواسطة المسئول عن الآثار الإسرائيلية السابق آموس كلونر أستاذ علم الآثار في جامعة بار إيلان الإسرائيلية. أبرأ كلونر نفسه من الادعاءات المعروضة في الفيلم الوثائقي. صرَّح إنه من الخطأ قول ‹‹أنها معلومات لم تُنشر من قبل›› إذ نشر كلونر جميع التفاصيل في مجلة أنتيكُت ‹‹العصور القديمة›› عام 1996. ولم يقل إنها كانت قبر عائلة يسوع. قال كلونر: ‹‹أعتقد أنه عمل غير جاد للغاية. أنا أقوم بعمل أكاديمي ...» «[هذا الفيلم] كله كان هراء».
حملت ستة توابيت من التسعة المتبقية كتابات منقوشة. يفترض ‹‹قبر يسوع المفقود›› أن ثلاثة من التوابيت عليهم نقش أسماء لشخصيات من العهد الجديد. توجد خلافات على معاني النقوش. يدّعي صانعو الفيلم أن أربعة مفسرين بارزين أكدوا تفسيرهم للنقوش. تُرجمت النقوش في ‹‹قبر يسوع المفقود›› و ‹‹قبر عائلة يسوع ››على النحو التالي:
- ‹‹يشوع بار يوسف الآرامية لـ يسوع بن يوسف››
- ‹‹ماريا››، كُتبت بخط آرامي بشكل لاتيني من الاسم العبري مريم (ماري)[5]
- ‹‹يوسـ ›› – مُصغّرة من ‹‹يوسف›› وهو اسم أحد إخوة يسوع في العهد الجديد
- ‹‹يهودا بار يشوع››، ربما من الآرامية ‹‹يهوذا ابن يسوع››
- ‹‹ ماريامن إي مارا›› وتعني في اليونانية ‹‹السيدة مريم›› عُثر على اسم مشابه ‹‹ماريامن›› في كتاب سفر أعمال الرسل. قال فرانسوا بوفون –أستاذ تاريخ الأديان في جامعة هارفارد– استنادًا إلى دراسته لهذا العمل: ‹‹لا أعتقد أن ماريامن هو الاسم الحقيقي لمريم المجدلية. ماريامن –بالإضافة لماري أو مريم– هو الاسم اليوناني المكافئ المحتمل. استشهد بذلك عن يوسيفوس وأوريجانوس وسفر أعمال الرسل عن مريم السامية››.[6]
- ‹‹ ماتيا›› –العبرية من ماثيو– لا يُزعم أنه متى الإنجيلي ولكن ‹‹ربما زوج إحدى النساء في تابوت غير معروف››. يدّعي المخرجون أن هناك أدلة على أن مريم أم يسوع كان لها أقارب كثيرون يُدعون متى.

يدّعي الفيلم كذلك أن التابوت العاشر المُختفي منذ سنوات هو مثوى يعقوب ويزعم احتوائه على جثة يعقوب شقيق يسوع.
زعم جاكوبوفيتشي في كتاب ‹‹مقبرة عائلة يسوع›› أن مثوى يعقوب كان جزءًا من هذا القبر لكن تجار القطع الأثرية أزالوه وبالتالي اُكتشف منفصلًا عن المقبرة. وُضعت مصداقية وجود مثوى يعقوب على المحك ووُجِّه الاتهام إلى عوديد غولان –أحد مالكيه السابقين– بالاحتيال فيما يتعلق بالقطعة الأثرية لكن المحكمة برَّأته من جميع تهم التزوير.
نفى بن ويذرينغتون الثالث الذي عمل مع جاكوبوفيتشي في الوثائقي بقناة ديسكفري عن مثوى يعقوب هذا الصدد لسببين:
- ‹‹صرَّح تاجر الآثار عوديد غولان أنه حصل على مثوى يعقوب من سلوان وليس من قبر تلفيوت، إذ تتماثل الأتربة على سطحه مع التربة الموجودة في تلك البقعة بالقدس››.
- ‹‹صرّح يوسابيوس القيصري أيضًا أن مكان دفن يعقوب كان قريبًا من مكان استشهاده عند وادي كدرون قرب مقبرة أبشالوم. قبر تلفيوت ليست بالقرب من هذا المكان››.[9]

لم تتطابق قياسات مثوى يعقوب مع القياسات المدرجة للتابوت العاشر المفقود. أُدرج أن طول مثوى يعقوب نحو خمسين سنتيمترًا وعرضه ثلاثون سنتيمترًا بأحد الطرفين وخمسة وعشرون سنتيمترًا ونصف بالطرف الآخر. أُدرج أن طول التابوت العاشر في قبر تلفيوت ستون سنتيمترًا وعرضه ستة وعشرون إلى ثلاثون سنتيمترًا. ذكر آموس كلونر أن التابوت العاشر ليس عليه نقش ودحض جو زياس –المنسق السابق لمتحف روكفلر– الذي استلم وفهرس التوابيت هذا الادعاء على موقعه الشخصي.
أظهرت المعلومات الجديدة الآن أن التناقض في القياسات بخصوص قياس قاعدة التابوت الذي كان خمسون سنتيمترًا وليس الطول إذ يبلغ طول مثوى يعقوب –وليس القاعدة– وهو شبه منحرف الشكل وفقًا لآخر إعادة قياس أجرتها سلطة الآثار الإسرائيلية سبعة وخمسون سنتيمترًا. لا يثبت ما سبق أن مثوى يعقوب هو التابوت العاشر المفقود من قبر تلفيوت.

## اختبارات الحمض النووي
وجد تحليل الحمض النووي للميتوكوندريا الذي أجرته جامعة ليكهيد على البقايا التي عُثر عليها في التابوت المنقوش بـ ‹‹يسوع ابن يوسف›› والذي عليه ‹‹ماريامن›› أو ‹‹ماري›› (التي يدّعي البعض أنها مريم المجدلية) أنهم غير متطابقين لنفس الأم. اقترح صانعو الفيلم الوثائقي أن ‹‹يسوع›› و‹‹مريم›› ربما كانا متزوجين ‹‹لولا ذلك فلن يكونوا قد دُفنوا معًا في قبر عائلي›› بناءً على هذه الفحوصات. لكن البقايا لم تؤرَّخ باستخدام الكربون المشع للتأكد من صحة هذا الافتراض. لم تُجرى أي اختبارات للحمض النووي على التوابيت الأخرى لمعرفة ما إذا كان هناك أي علاقة عائلية. وضَّح العلماء أن اختبارات الحمض النووي تُثبت فقط أنهم لم يمتلكوا نفس الأم وأنهم قديكونوا أب/ابنة عم أو أخ غير شقيق أو أخت أو أي عدد من الاحتمالات التي لا تشمل صلة الأم.

## وجهة نظر المسيحية
يقترح الفيلم تفسيرات جديدة للأحداث المرتبطة بيسوع في العهد الجديد. تتناقض اقتراحات الفيلم مع الإيمان المسيحي ويمكن اعتبارها هرطقة في نظر المسيحيين:
- بقي جسد يسوع موجودًا (انظر موت يسوع وقيامته – قانون الإيمان النيقاوي)
- افتراض الصعود الروحي فقط وليس الجسدي (انظر الاتحاد الأقنومي – إقامة لعازر من الموت)
- ظلت مريم موجودة (انظر انتقال العذراء – عيد إظهار جسد العذراء)
- تزوج يسوع (انظر بتولية الكهنة – الكنيسة الكاثوليكية)
- أنجب يسوع طفلًا (انظر بتولية الكهنة – الكنيسة الكاثوليكية)
- يسوع له أخوة و/أو أخوات (انظر المناقشة حول أخوة يسوع)
- لم تكن مريم عذراء (انظر دوام بتولية العذراء مريم)
- قبر يسوع الجديد (انظر كنيسة القبر المقدس)
- من المفترض أن يتحرك جسد يسوع (انظر القبر الفارغ)
- رسامة المرأة (انظر الخلافة الرسولية، الرسامة، رسامة المرأة)

يستشهد الفيلم بمصادر من أصل غنوصي ليست من ضمن الأسفار القانونية للكتاب المقدس، مثل: إنجيل مريم المجدلية، وسفر أعمال الرسل الذي يعتبره العلماء مكتوبًا في وقت لاحق (انظر أصل الإنجيل الكنسي، وتاريخ الإنجيل الكنسي، تحريف العهد الجديد)

## روابط خارجية
- قبر يسوع المفقود على موقع IMDb (الإنجليزية)
- قبر يسوع المفقود على موقع نتفليكس (الإنجليزية)
- قبر يسوع المفقود على موقع ألو سيني (الفرنسية)
- قبر يسوع المفقود على موقع أول موفي (الإنجليزية)
- قبر يسوع المفقود على موقع قاعدة بيانات الفيلم (الإنجليزية)
- قبر يسوع المفقود على موقع ليتربوكسد (الإنجليزية)
- قبر يسوع المفقود على موقع كينوبويسك (الروسية)
- قبر يسوع المفقود على موقع قاعدة بيانات الفيلم (الإنجليزية)